# LGALS2
LGALS2 (англ. Galectin 2) – білок, який кодується однойменним геном, розташованим у людей на короткому плечі 22-ї хромосоми. Довжина поліпептидного ланцюга білка становить 132 амінокислот, а молекулярна маса — 14 644.
| 10         |  | 20         |  | 30         |  | 40         |  | 50         |
| ---------- |  | ---------- |  | ---------- |  | ---------- |  | ---------- |
| MTGELEVKNM |  | DMKPGSTLKI |  | TGSIADGTDG |  | FVINLGQGTD |  | KLNLHFNPRF |
| SESTIVCNSL |  | DGSNWGQEQR |  | EDHLCFSPGS |  | EVKFTVTFES |  | DKFKVKLPDG |
| HELTFPNRLG |  | HSHLSYLSVR |  | GGFNMSSFKL |  | KE         |  |            |

A: Аланін

C: Цистеїн

D: Аспарагінова кислота

E: Глутамінова кислота

F: Фенілаланін

G: Гліцин

H: Гістидин

I: Ізолейцин

K: Лізин

L: Лейцин

M: Метіонін

N: Аспарагін

P: Пролін

Q: Глутамін

R: Аргінін

S: Серин

T: Треонін

V: Валін

W: Триптофан

Білок має сайт для зв'язування з лектинами. 